# Ciangir (Cibingbin)
Ciangir is een bestuurslaag in het regentschap Kuningan van de provincie West-Java, Indonesië. Ciangir telt 3048 inwoners (volkstelling 2010).